# Karol Nowak (polityk)
Karol Nowak (ur. 6 stycznia 1942 w Sołotwinie) – polski robotnik, poseł na Sejm PRL VIII kadencji.

## Życiorys
Uzyskał wykształcenie zasadnicze zawodowe. Był brygadzistą w Raciborskiej Fabryce Kotłów. W latach 1980–1985 pełnił mandat posła na Sejm PRL VIII kadencji w okręgu Rybnik z ramienia Polskiej Zjednoczonej Partii Robotniczej. Zasiadał w Komisji Planu Gospodarczego, Budżetu i Finansów, Komisji Przemysłu Ciężkiego, Maszynowego i Hutnictwa oraz w Komisji Górnictwa, Energetyki i Wykorzystania Zasobów Naturalnych.